# Incontro UFO dell'RB-47
Per incontro UFO dell’RB-47 si intende un presunto avvistamento di UFO verificatosi nella notte tra il 16 e il 17 luglio 1957 da parte dell’equipaggio di un aereo RB-47H dell’USAF, dotato di apparecchiature per la guerra elettronica e in volo di addestramento nel sud-est degli Stati Uniti d'America. L’avvistamento durò per circa due ore, durante le quali l’aereo attraversò il Mississippi, la Louisiana, il Texas e l’Oklahoma.
L’evento si segnala perché, oltre all’avvistamento di alcune luci da parte dei piloti, vennero captate dalle apparecchiature di bordo alcune emissioni elettroniche provenienti dal presunto oggetto. Secondo alcuni scettici, le emissioni elettroniche provenivano invece dai radar di terra e non sarebbero state captate correttamente a causa di un malfunzionamento delle apparecchiature dell’aereo.

## Cronologia degli eventi
Il 16 luglio 1957 alle 23.00 un aereo RB-47H partì dalla base aerea di Forbes vicino a Topeka nel Kansas per un volo di addestramento. L’aereo era dotato di apparecchiature per la ricognizione e guerra elettronica, consistenti in sistemi ELINT, rilevatori di emissioni radar e sistemi di contromisure elettroniche (ECM); queste apparecchiature erano organizzate in tre postazioni, ciascuna con un proprio monitor. L’equipaggio era formato da sei uomini: il maggiore Lewis D. Chase, comandante e pilota; il tenente James H. McCoid, copilota; il capitano Thomas H. Hanley, navigatore; il capitano John J. Provenzano, addetto all’ECM-ELINT n° 1; il capitano Frank B. McClure, addetto all’ECM-ELINT n° 2; il capitano Walter A. Tuchschner, addetto all’ECM-ELINT n° 3.
Alle 4.30 l’aereo si trovava in Mississippi nelle vicinanze di Gulfport e il monitor di McClure rilevò un segnale della stessa frequenza dei radar di terra (2800 megacicli) che però si muoveva facendo un giro attorno al velivolo. McClure non disse nulla al comandante né ai colleghi. Alle 5.10 in prossimità di Winnsboro in Louisiana, il pilota e il copilota osservarono una luce bianco-azzurra che si avvicinava. Il comandante avvisò l’equipaggio di prepararsi ad una manovra evasiva, ma la luce passò velocemente davanti all’aereo, attraversando il cielo. In seguito a ciò, McClure riferì il rilevamento del segnale e lui e Provenzano controllarono le apparecchiature. Alle 5.30 l’aereo si trovava vicino al confine con il Texas e sia McClure che Provenzano rilevarono un segnale sui propri monitor, nella stessa direzione in cui era stata avvistata la luce; il segnale si muoveva a circa 800 km/h e i due operatori conclusero che non si trattava di un segnale di terra.
Alle 5.39 l’aereo si trovava in Texas nella zona di Duncanville e McClure rilevò un altro segnale sul monitor; un minuto dopo, il pilota e il copilota videro una luce rossa. Il pilota informò la stazione radar di Duncanville, che chiese la posizione della luce e poco dopo richiamò l’aereo, comunicando di avere rilevato un segnale sul radar. La luce si diresse in direzione di Fort Worth; il pilota chiese a Duncanville il permesso di seguirla, che gli venne concesso. Alle 5.42 la luce svanì sia dalla vista che dal monitor di McClure; Duncanville comunicò che era sparita anche dal radar. Il pilota cominciò a girare in cerchio; poco dopo il segnale riapparve sul monitor di McClure e la luce riapparve ad un’altezza di 4.500 metri. Il pilota ottenne il permesso di salire di quota, ma quando si avvicinò la luce svanì e sparì anche il segnale sul monitor di McClure. Alle 5.55 il pilota comunicò di essere a corto di carburante e chiese il permesso di abbandonare l’inseguimento. Alle 5.57 riapparve un segnale sul monitor di McClure e un minuto dopo il pilota vide nuovamente la luce.
Alle 6.02 l’aereo si mise in rotta per rientrare a Topeka. McClure continuò a rilevare segnali sul monitor, che provenivano da dietro l’aereo, come se il velivolo fosse seguito. I segnali sparirono alle 6.40 quando l’aereo era in prossimità di Oklahoma City. Alle 7.30 l’aereo atterrò alla base aerea di Forbes.

## Inchieste ufficiali
L’equipaggio fu interrogato il 17 luglio dal capitano Elwin T. Piwetz dello Strategical Reconnaissance Wing Intelligence, che preparò un rapporto classificato per l’Air Force Security Service (AFSS). Nello stesso giorno la stazione di Duncanville mandò un rapporto, confermando il rilevamento radar. L’Air Defence Command (ADC) condusse un’inchiesta e mandò un rapporto classificato ai responsabili del Progetto Blue Book. Nel mese di settembre fu richiesto al maggiore Chase, comandante dell’aereo, un rapporto scritto sull’avvistamento. Anche la stazione di Duncanville scrisse un rapporto per i responsabili del Blue Book in cui, contrariamente a quanto dichiarato precedentemente, negava di avere rilevato qualcosa con il proprio radar di terra. Il Blue Book esaminò il caso e nel novembre 1957 concluse che l’avvistamento poteva spiegarsi con un volo di linea, esattamente il volo 665 dell’American Airlines.
Il caso fu riesaminato negli anni sessanta dalla Commissione Condon, che però non riuscì a trovare la relativa documentazione negli archivi del Blue Book. Dopo avere intervistato tre membri dell’equipaggio (Chase, McCoid e McClure), la Commissione scartò la possibilità che potesse trattarsi di meteore o aerei di linea e considerò la possibilità di un miraggio di luci cittadine e di una propagazione anomala delle onde radar, dovuta ad un’inversione termica nell’atmosfera. La possibilità che il segnale rilevato dall’apparecchiatura ECM-ELINT fosse un riflesso dei radar di terra non spiegava il movimento del segnale sul monitor; non erano però disponibili registrazioni del segnale e neanche filmati dell’avvistamento visuale. Alla fine la Commissione concluse che, in mancanza di materiale adeguato, i soli racconti dell’equipaggio non erano sufficienti per arrivare a una corretta spiegazione del fenomeno. Basandosi sui ricordi del maggiore Chase, per il caso fu indicata una data errata (il 19 settembre 1957).

## Argomenti ufologici
Dopo la conclusione dei lavori della Commissione Condon, il caso è stato riesaminato dall’ufologo James McDonald, docente di meteorologia all’Università di Tucson. Essendoci numerose lacune nel rapporto della Commissione Condon (come ad esempio quella relativa alla durata dell’avvistamento), McDonald intervistò tutti i sei componenti dell’equipaggio per fare chiarezza.  Secondo McDonald, la rilevazione del fenomeno attraverso tre diverse modalità (avvistamento visuale, rilevamento da parte di un radar di terra e dell’apparecchiatura ECM-ELINT dell’aereo) ne confermerebbe la realtà. La coincidenza delle apparizioni e sparizioni dagli strumenti e dalla vista del pilota fanno pensare ad una causa comune. Le manifestazioni del fenomeno conducono a scartare la possibilità che potesse trattarsi di un aereo sperimentale. Le spiegazioni considerate dalla Commissione Condon, come quelle del miraggio e dell’anomalia radar, sarebbero inadeguate, per cui il fenomeno va classificato come “sconosciuto”. McDonald infine ha criticato il capo della Commissione, il fisico Edward Condon, che nella sua analisi finale ha ignorato questo ed altri casi meritevoli di attenzione.
Nel dicembre 1969 McDonald presentò il caso al simposio sugli UFO organizzato dall’American Association for the Advancement of Science; successivamente, egli riuscì a ritrovare la documentazione negli archivi del Blue Book e a ristabilire la data corretta del 17 luglio. McDonald elaborò una descrizione più dettagliata del caso, che uscì in un articolo pubblicato dopo la sua morte.

## Spiegazioni degli scettici
Il giornalista e ufologo scettico Philip J. Klass ha riesaminato il caso negli anni settanta, arrivando alla conclusione che il rilevamento dei segnali si può spiegare con un malfunzionamento delle apparecchiature e la ricezione di segnali radar di terra, mentre il primo avvistamento visuale si spiegherebbe con una meteora e gli avvistamenti successivi con le stelle Vega e Rigel e con l’aereo di linea citato dal rapporto finale del Blue Book.

## Controversie
Negli anni novanta il caso è stato riesaminato dall’ufologo Brad Sparks, che ha potuto accedere a documenti prima secretati, tra cui il rapporto del capitano Piwetz. Sparks ha potuto precisare meglio alcuni dettagli, fra cui gli orari degli eventi e la durata complessiva dell’avvistamento. L’ufologo si è dichiarato d’accordo con Klass sulla meteora come causa del primo avvistamento visuale del pilota, ma ha contestato la spiegazione dell’avvistamento successivo basata sul volo di linea 655, perché è stato accertato che al momento dell’avvistamento l’aereo dell’American Airlines non era in zona, ma si trovava vicino a Dallas. Sparks ha anche dichiarato di ritenere errata la spiegazione di Klass sulla captazione dei segnali del radar di terra perché il radar di Biloxi, che copriva la zona, era usato per l’addestramento del personale e nel periodo dell’incidente era fuori servizio. Per l’ufologo, il caso dell’RB-47 è uno degli avvistamenti meglio documentati e dimostra in modo inequivocabile l’esistenza degli UFO.
Successivamente anche lo scettico Tim Printy ha riesaminato il caso, scoprendo che il radar di terra di Biloxi, contrariamente a quanto affermato da Sparks, nella notte dell’incidente era funzionante per attività di controllo e manutenzione. Printy ha affermato che quella della captazione del segnale radar di terra è la spiegazione più logica, perché sarebbe strano che un oggetto di origine sconosciuta facesse uso di segnali radar dello stesso tipo di quelli usati dalle Forze Armate statunitensi. A sostegno di questa tesi c'è anche la circostanza che il navigatore dell'aereo non rilevò alcun segnale con il radar di bordo, come confermò nell'intervista rilasciata al professor McDonald. Sulla questione del segnale radar ricevuto dalla stazione di Duncanville, prima ammesso e poi negato, Printy ha ipotizzato che probabilmente gli addetti non se la sentirono di confermare la cosa ai responsabili del Progetto Blue Book perché il segnale ricevuto non era stato forte e chiaro; d'altra parte, i radar di Texarkana e dell'aeroporto di Ellington (situato nella contea di Harris) non rilevarono alcun UFO quando l'RB-47 entrò nel loro campo di azione.  Per quanto riguarda gli avvistamenti visuali, Printy ritiene che oltre alla meteora, su cui concorda anche Sparks, vi sia stato l’avvistamento di un aereo, ma anziché di un volo di linea potrebbe essersi trattato di un aereo militare, come un RB-69A, versione del P2V Neptune usata dalla CIA e di stanza all’Eglin Air Force Base in Florida, oppure di un aereo della U.S. Navy di stanza alla Dallas Naval Air Station, come un P2V Neptune o un F-8 Crusader; l’aereo della CIA sarebbe potuto restare sconosciuto nelle successive inchieste per la segretezza delle operazioni, mentre gli F-8 della Marina erano aerei di nuovo tipo, con cui molti piloti militari non avevano familiarità. Secondo Printy, il caso non può dirsi completamente spiegato e prudenzialmente è meglio continuare a ritenerlo come “non spiegato”, tuttavia non si può essere certi, come ritiene Sparks, che questo dimostri in modo inequivocabile l’esistenza degli UFO.